# Thabang Molefe
Thabang Molefe (Potchefstroom, 1979. április 11. –) dél-afrikai válogatott labdarúgó.

## Pályafutása

### Klubcsapatban
Pályafutása során a HIT Goricában (1999), a  Jomo Cosmosban (1999–2003), a Lyn Fotball-ban (2002), a Le Mans-ban (2003–2005) és az Orlando Piratesben (2005–2006) játszott.

### A válogatottban
2002 és 2004 között 20 alkalommal szerepelt a Dél-afrikai válogatottban. Részt vett a 2002-es világbajnokságon és a 2004-es afrikai nemzetek kupáján.